# Andretti Racing
Andretti Racing — видеоигра в жанре автосимулятор, разработанная компаниями Stormfront Studios и Press Start и изданная Electronic Arts и EA Sports для игровых платформ PlayStation и Sega Saturn, а также для операционной системы Microsoft Windows в 1996—1997 годах. Является продолжением игры Mario Andretti Racing.

## Игровой процесс

Кадр из игры для версии Playstation

Игра представляет собой автосимулятор с трёхмерной графикой.
В отличие от предыдущей части, в игре представлены два типа автомобилей: Indy (болид для автогонок в классе «Cart/Indycar») и Stock (сток-кар для кольцевых автогонок НАСКАР). Игрок может выбирать между двумя режимами — одиночным заездом (также доступно обучение) и карьерой. Автомобили могут быть настроены в соответствии с параметрами и сложностью трассы.
Перед каждой гонкой в карьере проходит квалификационный заезд. Целью квалификации является определить место каждого из гонщиков на стартовой решётке; чем лучше время, за которое пройден круг, тем выше позиция. В зависимости от результатов квалификационного заезда игрок может начать гонку с любой позиции, включая первую (так называемый «поул-позишн»).
Гонки проходят на 16 трассах, каждая из которых имеет свои особенности. Перед заездом демонстрируется карта трассы, её название, место расположения, протяжённость (мили/километры) и тип. Также указаны места для пит-стопов (пит-лейны с боксами) и точки старта/финиша. В гонке участвуют 16 автомобилей.
Заезды сопоровождаются комментариями автогонщика Дерека Дейли и спортивного комментатора Боба Дженкинса.
В игровом интерфейсе произошли некоторые изменения. Скорость отображается на специальном индикаторе (спидометре); изменился и внешний вид датчика уровня топлива. Также добавились секундомеры, показывающие время гонки и продолжительность пит-стопа. При этом остальная игровая статистика сходна с той, что присутствует в предыдущей части — передача, позиция, время текущего/быстрого круга и положение автомобиля игрока на трассе. Оставлена возможность менять вид на автомобиль во время гонки: камера может располагаться в кабине и позади автомобиля (в двух положениях).

## Оценки
| Сводный рейтинг      | Сводный рейтинг |
| Агрегатор            | Оценка          |
| -------------------- | --------------- |
| GameRankings         | 65,86 %         |
| Иноязычные издания   |                 |
| Издание              | Оценка          |
| EGM                  | 7,85/10 (PS)    |
| GameSpot             | 7,3/10 (PC)     |
| Next Generation      | (PS)            |
| Sega Saturn Magazine | 83 % (SAT)      |

Игра получила смешанные отзывы критиков, но хвалили за возможность играть вчетвером через Playstation Multitap.